# Kanton Châtillon-en-Bazois
Der Kanton Châtillon-en-Bazois war von 1790 bis 2015 ein französischer Kanton im Arrondissement Château-Chinon (Ville) im Département Nièvre und in der Region Burgund; sein Hauptort war Châtillon-en-Bazois.
Der Kanton war 349,44 km² groß und hatte (1999) 3.933 Einwohner, was einer Bevölkerungsdichte von 11 Einwohnern pro km² entsprach. Er lag im Mittel auf 250 Meter über dem Meeresspiegel, zwischen 202 m in Montigny-sur-Canne und 396 m in Aunay-en-Bazois. 

## Gemeinden
Der Kanton bestand aus 15 Gemeinden:
| Gemeinde            | Einwohner Jahr | Fläche km² | Bevölkerungsdichte | Code INSEE | Postleitzahl |
| ------------------- | -------------- | ---------- | ------------------ | ---------- | ------------ |
| Achun               | 146 (2013)     | –          | – Einw./km²        | 58001      | 58110        |
| Alluy               | 407 (2013)     | –          | – Einw./km²        | 58004      | 58110        |
| Aunay-en-Bazois     | 237 (2013)     | –          | – Einw./km²        | 58017      | 58110        |
| Bazolles            | 284 (2013)     | –          | – Einw./km²        | 58024      | 58110        |
| Biches              | 314 (2013)     | –          | – Einw./km²        | 58030      | 58110        |
| Brinay              | 158 (2013)     | –          | – Einw./km²        | 58040      | 58110        |
| Châtillon-en-Bazois | 937 (2013)     | –          | – Einw./km²        | 58065      | 58110        |
| Chougny             | 84 (2013)      | –          | – Einw./km²        | 58076      | 58110        |
| Dun-sur-Grandry     | 176 (2013)     | –          | – Einw./km²        | 58107      | 58110        |
| Limanton            | 232 (2013)     | –          | – Einw./km²        | 58142      | 58290        |
| Mont-et-Marré       | 176 (2013)     | –          | – Einw./km²        | 58175      | 58110        |
| Montigny-sur-Canne  | 152 (2013)     | –          | – Einw./km²        | 58178      | 58340        |
| Ougny               | 25 (2013)      | –          | – Einw./km²        | 58202      | 58110        |
| Tamnay-en-Bazois    | 183 (2013)     | –          | – Einw./km²        | 58285      | 58110        |
| Tintury             | 189 (2013)     | –          | – Einw./km²        | 58292      | 58110        |

## Bevölkerungsentwicklung
| 1962 | 1968 | 1975 | 1982 | 1990 | 1999 | 2006 |
| ---- | ---- | ---- | ---- | ---- | ---- | ---- |
| 5131 | 5582 | 5025 | 4572 | 4142 | 3933 | 3854 |